# Jérôme Cahuzac
Jérôme André Cahuzac (19 de junho de 1952) é um cirurgião francês e ex-político que atuou como Ministro do Orçamento sob o presidente François Hollande de 2012 a 2013. Ex-membro do Partido Socialista (PS), foi anteriormente membro da Assembleia Nacional pelo 3º círculo eleitoral de Lot-et-Garonne de 1997 a 2002 e novamente de 2007 a 2012. Ele renunciou ao cargo de ministro e foi expulso de seu partido em meio ao caso Cahuzac, no qual foi acusado e posteriormente condenado por fraude fiscal.

## Carreira
Em 16 de maio de 2012, Cahuzac foi nomeado para o Ministério da Economia, Finanças e Comércio Exterior (renomeado Ministério da Economia e Finanças em 18 de junho de 2012) no governo do primeiro-ministro Jean-Marc Ayrault.
Ele renunciou ao cargo de ministro encarregado da luta contra a fraude fiscal em 19 de março de 2013 devido a alegações de fraude fiscal, mas manteve sua inocência. Em 2 de abril de 2013, ele admitiu em seu blog que mantinha uma conta secreta em um banco estrangeiro há cerca de 20 anos. Como consequência, foi oficialmente excluído como membro do Partido Socialista em 9 de abril de 2013.
Em 3 de abril de 2016, o vazamento dos Panama Papers confirmou alegações anteriores, acrescentando que Cahuzac possuía uma empresa nas Seychelles chamada Cerman Group Limited, constituída em 2009. Quando as autoridades francesas estavam investigando alegações de fraude fiscal em 2013 e as autoridades de Seychelles questionaram a Mossack Fonseca, descobriram que Cahuzac era o proprietário. A Mossack Fonseca disse às autoridades de Seychelles em 3 de maio de 2013, que eles cortaram os laços, pois Cahuzac era uma pessoa politicamente exposta de alto risco; Cerman Group Limited foi dissolvido em janeiro de 2015.
Cahuzac foi condenado a três anos de prisão e cinco anos de inelegibilidade em 8 de dezembro de 2016. Ele recorreu. Em maio de 2018, o Tribunal de Apelação de Paris deu-lhe quatro anos de prisão (dois suspensos).